# Comuna Lalova, Rezina
Comuna Lalova este o comună din raionul Rezina, Republica Moldova. Este formată din satele Lalova (sat-reședință), Nistreni și Țipova.

## Demografie
Conform datelor recensământului din 2014, comuna are o populație de 1.482 de locuitori. La recensământul din 2004 erau 1.349 de locuitori.

## Administrație și politică
Componența Consiliului local Lalova (9 consilieri), ales la 5 noiembrie 2023, este următoarea:
|  | Partid                                        | Consilieri | Componență | Componență | Componență | Componență | Componență | Componență | Componență | Componență |
|  | --------------------------------------------- | ---------- | ---------- | ---------- | ---------- | ---------- | ---------- | ---------- | ---------- | ---------- |
|  | Partidul Acțiune și Solidaritate              | 8          |            |            |            |            |            |            |            |            |
|  | Partidul Dezvoltării și Consolidării Moldovei | 1          |            |            |            |            |            |            |            |            |